# Zbeltowice
Zbeltowice est une localité polonaise de la gmina de Bejsce, située dans le powiat de Kazimierza en voïvodie de Sainte-Croix.